# Zerenopsis lepida
Zerenopsis lepida är en fjärilsart som beskrevs av Walker 1854. Zerenopsis lepida ingår i släktet Zerenopsis och familjen mätare. Inga underarter finns listade i Catalogue of Life.